# ستيف فينش
ستيف فينش (بالإنجليزية: Steve Finch)‏ هو لاعب كرة قدم أمريكية أمريكي، ولد في 2 يناير 1961 في Naval Station Great Lakes ‏ في الولايات المتحدة.

## وصلات خارجية
- ستيف فينش على موقع مرجع كرة القدم المحترفة.كوم (الإنجليزية)